# فرج الله سلحشور
فرج الله سلحشور (2 نوفمبر 1952 – 27 فبراير 2016) هو مخرج وكاتب سيناريو وممثل إيراني بدأ مشواره الفني بالتمثيل في فيلم «توبة نصوح» في العام 1982، ومن ثم ركّز جهده على الإخراج وقام في الأعوام الأخيرة بإخراج مسلسلات تلفزيونية تاريخية دينية مثل «النبي أيوب» وأصحاب الكهف. وقام بإخراج مسلسل يوسف الصديق الذي حظي بإقبال واسع النطاق على صعيد إيران والدول العربية والإسلامية، لا سيما في ضوء الأداء المميز للفنان مصطفى زماني الذي أدّى دور يوسف بالإضافة إلى الفنانة كتايون رياحي في دور زليخة.

## أهم أعماله الفنية

### في مجال الإخراج
- يوسف الصديق (يوسف پيامبر) 2007
- أصحاب الكهف (أصحاف كهف) 1997
- النبي أيوب (أيوب پيامبر) 1993

### كتابة السيناريو
- يوسف الصديق (يوسف پيامبر) 2007
- أيوب النبي (أيوب پيامبر) 1993
- مسلسل النبي موسي (لم يصنع بسبب وفاة سلحشور)

### التمثيل
- عالم مقلوب (دنياى وارونه) للمخرج شهريار بحراني 1997
- النبي أيوب (أيوب پيامبر) 1993
- النخيلة العطشى (نخلستان تشنه) للمخرج محمد نوري زاد 1989
- الإنسان والأسلحة (إنسان واسلحه) للمخرج مجتبى راعي 1988
- التحليق في الليل (پرواز در شب) للمخرج رسول ملا قلي بور 1986
- حفار القبور (گوركن) للمخرج محمد رضا هنرمند 1984
- توبة نصوح (توبه نصوح) 1982

### الإنتاج
- يوسف الصديق (يوسف پيامبر) 2007
- الإنسان والأسلحة (إنسان وأسلحة) 1988

## وفاة
توفي فرج الله سلحشور في 27 فبراير 2016 بعد معاناة من سرطان الرئة.
تعازي قائد الثورة الإسلامية سيد علي الخامنئي والرئيس روحاني في رسائل منفصلة وفاته.

## بيان قائد الثورة الإسلامية سيد علي خامنئي بمناسبة وفاة فرج الله سلحشور

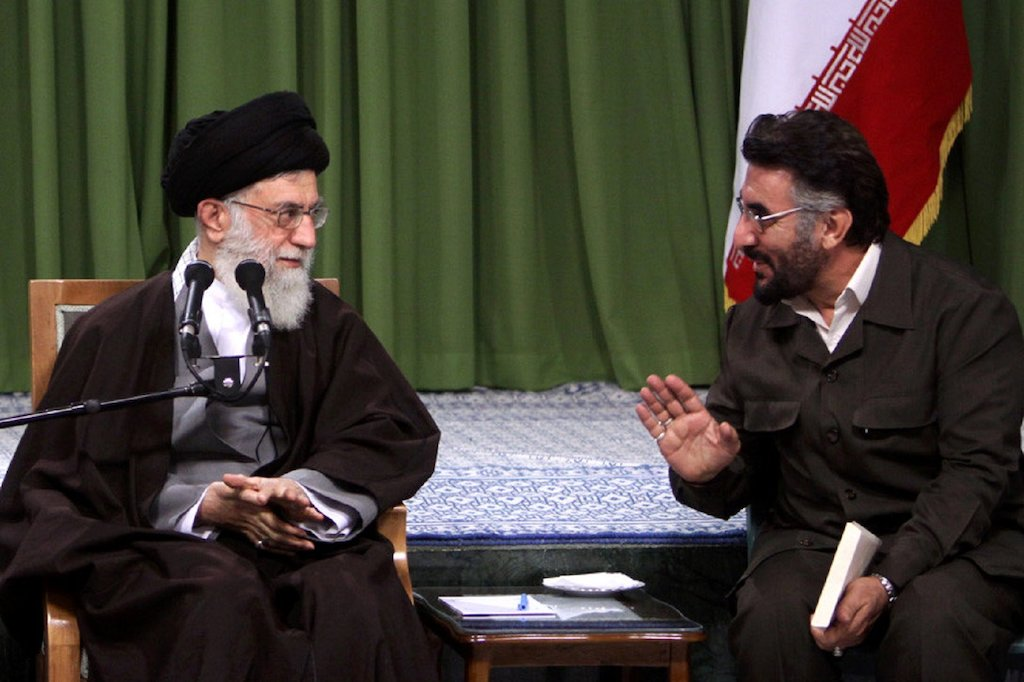
فرج الله سلحشور علي جانب علي خامنئي قائد الثورة الإسلامية في إيران في لقاء الممثّلين وطاقم العمل لمسلسل النبي يوسف

أصدر سيد علي الخامنئي قائد الثورة الإسلامية بياناً بمناسبة رحيل الفنان والممثل والمخرج الإيراني فرج الله سلحشور الذي اشتهر بأفلامه ومسلسلاته عن الأنبياء كفيلم «أيوب»، ومسلسل «النبي يوسف»، ومسلسل «رجال آنجلس» الذي يروي قصة أصحاب الكهف. وفي ما يلي الترجمة العربية لنص البيان:
أقدم التعازي بمناسبة وفاة الفنان البارز الملتزم المرحوم السيد فرج الله سلحشور لعائلته الكريمة و لكل ذويه. الآثار الشهير و الباقية لهذا الفنان المؤمن و التي تخطت حدود البلاد و سجلت سمعة و اعتباراً لفن السينما الإيرانية في أنظار الشعوب الأخرى، هي بلا شك في عداد الحسنات الباقية له و ستكون إن شاء الله مبعث أجر إلهي و ذكر شعبي جميل له.
أسأل الله تعالى لهذا الفقيد السعيد الرحمة و المغفرة و علو الدرجة، و لذويه الصبر و الأجر. 

## الأقوال فيه
- علي خامنئي: أصدر قائد الثورة الإسلامية بياناً بمناسبة رحيل فرج الله سلحشور وقال من ضمنه: «الآثار الشهير والباقية لهذا الفنان المؤمن والتي تخطت حدود البلاد وسجلت سمعة واعتباراً لفن السينما الإيرانية في أنظار الشعوب الأخرى، هي بلا شك في عداد الحسنات الباقية له وستكون إن شاء الله مبعث أجر إلهي وذكر شعبي جميل له.

أسأل الله تعالى لهذا الفقيد السعيد الرحمة والمغفرة وعلو الدرجة، ولذويه الصبر والأجر.»
- ناصر مكارم الشيرازي: أصدر المرجع الديني الإيراني بيانا قدّم فيه التعازي بوفاة المخرج الإيراني فرج الله سلحشور، قال فيه: «إن الفقيد السعيد ترك أعمالا قيمة انعكست في الأفلام التي أخرجها في الموضوعات الإسلامية. ومن المؤكد أن هذه الأعمال ستخلّد في تاريخ الإسلام والشيعة، وستنتفع بها الأجيال القادمة مثلما انتفع بها جيلنا المعاصر، ففضلا عن شعبية هذه الأعمال في بلادنا بين جميع الشرائح فإنها حظيت بشعبية أكبر في الخارج.»[5]
- جواد شمقدري: أشاد الرئيس السابق لمؤسسة السينما في إيران، جواد شمقدري بشخصية فرج الله سلشحور وقال: «هذا الفنان المؤمن اضطر لفترة من الزمن أن يعمل حدادا لتوفير مبلغ عرض مسرحية النبي فيلم أيوب النبي في عهد نظام شاه الملكي. هو كرس كل حياته لإحياء الفن علي أساس القرآن الكريم وعمل علي اضفاء الطابع الديني علي كل آثاره الفنية لترويج الإسلام من مصدره وكان هدفه من إنتاج الافلام القرآنية هو الردّ علي الغربيين الذين كانوا ينتجون أفلاما عن الأنبياء عليهم السلام مليئة بالتحريف وتفتقد إلي أية مصداقية الهية حيث أن بعض الأفلام التي تم انتاجها في الغرب كانت مسيئة للأنبياء.» وأعرب شمقدري عن بالغ أسفه لعدم اكمال الفنان سلحشور فيلمه عن النبي موسي.[6]

## روابط خارجية
- فرج الله سلحشور على موقع IMDb (الإنجليزية)
- فرج الله سلحشور على موقع قاعدة بيانات الأفلام العربية
- فرج الله سلحشور على موقع قاعدة بيانات الفيلم (الإنجليزية)
- فرج الله سلحشور على موقع كينوبويسك (الروسية)